# Филью, Робер
Робер Филью (фр. Filiou Robert, 17 января 1926- 2 декабря 1987) — французский художник постмодернистской ориентации, автор видео, скульптур, работавший в жанрах хеппенинга и перфоманса, участник течения «Флюксус», создатель концепции «музея в шляпе».

## Биография
В 1943 году Филью стал членом Французской коммунистической партии, в 1947 году он отправился в США, где работал в компании «Coca-Cola» в Лос-Анджелесе.
В 1951 году он принял двойное французско-американское гражданство, работал советником ООН и был отправлен в Корею на три года. Он жил в Египте, Испании, Дании, Канаде и Франции. В 1960 году начал заниматься художественной деятельностью. Филлью работал вместе с такими художниками, как Эммет Уильямс и Джордж Брехт. В 1982 году Филлью получил первую премию Швиттерса города Ганновера.

## Творчество
Всё его творчество, пропитанное страстью к Японии и дзену, — это постоянное ускользание от каких-либо критериев и ценностей. В 1969 году он разрабатывает собственный лозунг: «Хорошо сделано — плохо сделано — не сделано» — произведение с бесконечной потенциальностью. Лозунг становится инструментом, ставящим под вопрос сам статус произведения искусства и отказывающим в какой-либо возможности суждения о работе. Филью воспринимает своё творчество как игру и выстраивает его вокруг трёх понятий: «Перманентное творение», «Вечная сеть» и «Постоянный праздник». В том же 1969 году появляется другая работа Филью, в которой он также критикует ценности посредством юмора: ведро, швабра, половая тряпка и надпись, на которой воспроизводится название произведения: «Джоконда — на лестнице».
Робер Филью, наряду с другими художниками реди-мейда, создает мифологические пространства, в которых обычные вещи обретают символическое значение.
Работы Филью как флюксиста не выставлялись в музеях, галерея, а были встроены в повседневную жизнь. Например, работы «Человек, несущий своё солнце на верёвочке» (1973), «Дикая коза» (1963).
«Законная галерея» Робера Филью 1966 года была шляпой-котелком художника, которая вмещала в себя множество созданных вручную объектов, записей, фотографий его собственных работ или работ других художников, которые были выбраны Филью или сами изъявили желание «выставиться» на одной из этих передвижных выставок. Сам Филью так описывал эти «выставки»: "В июле 1962 года «Законная галерея» — в данном случае это была шляпа — провела выставку работ американского художника Бенджамина Паттерсона. Мы бродили на Парижу с четырёх часов утра до девяти вечера, начав с Центрального рынка и закончив в кафе «Под куполом».
17 января 1963 года объявил, что «искусство родилось ровно 1 000 000 лет назад»
Впечатляет также цикл Робера Филью «Мир ложных отпечатков» (1974) — работа представляет собой 33 деревянных коробочки, на дне которых помещены портреты различных исторических персонажей, от Клеопатры до Уолта Диснея. В данном цикле автор «на свой лад секуляризует реликвию, утверждая ее фиктивный статус».